# Имеретинский, Михаил
Светлейший князь Михаил Георгиевич Имеретинский (Багратион-Имеретинский; род. 27 января 1900 — ум. 14 апреля 1975) — британский военный офицер грузинского происхождения.
Из имеретинской ветви царской династии Багратионов, последний мужской представитель законной линии монархов Имеретии.

## Биография

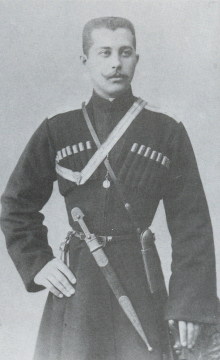
Светлейший князь Георгий Имеретинский, отец Михаила.

Михаил Имеретинский родился в Санкт-Петербурге в семье светлейшего князя Георгия Имеретинского (1872—1932), и его супруги, Лидии Николаевны Климовой (1880—1956). Прямой потомок царя Имеретии, Георгия VII (1707-11, 1712-13, 1713-16, 1719—1720).
Он происходил из царской династии Багратионов Имеретинского царства, которое было завоевано Российской империей в 1810 году.

### Деятельность
Как и его старший брат Георгий, Михаил Имеретинский получил начальное образование в колледже Лансинг в Великобритании и поступил на службу в Королевский летный корпус в звании младшего лейтенанта в 1918 году.
Он участвовал в Первой и Второй мировых войнах, служа в качестве командира эскадрильи добровольческого резерва военно-воздушных сил Великобритании. Был награждён Крестом военно-воздушных сил Великобритании.
После увольнения из армии, Багратион-Имеретинский жил в Великобритании и Франции.
Он посвятил себя сельскому хозяйству, будучи, как сказано в его некрологе, «видным членом Ассоциации почв и известным садоводом во Франции».

## Смерть
В 1975 году он умер в возрасте 75 лет в Ницце, быв последним прямым потомком законной линии царей Имеретии по мужской линии.

## Семья
Светлейший князь Имеретинский женился на Маргарет Стелле Райт (родилась в 1899 году) в 1925 году. У них было три дочери:
1. Тамара Имеретинская (род. 1926); замужем за бароном О’Хейганом,
2. Наталья Имеретинская (род. 1930),
3. Надежда Имеретинская (род. 1941).

## Генеалогия[1]
1. Давид-Сослан (?—1207), царь-консорт при царице Тамаре из первого дома Багратионов;
2. Георгий IV Лаша (1192—1223), царь единой Грузии;
3. Давид VII Улу (1215—1270), царь единой Грузии и Восточной Грузии;
4. Деметре II Самопожертвователь (1259—1289), царь единой Грузии;
5. Георгий V Блистательный (1286—1346), царь единой Грузии;
6. Давид IX (?—1360), царь единой Грузии;
7. Баграт V Великий (?—1393), царь единой Грузии;
8. Константин I Багратиони (1369—1411), царь единой Грузии;
9. Георгий (1408—1435/1446), царевич Грузии, провинциальный царь;
10. Баграт II (1439—1478), царь Имеретии;
11. Александр II (?—1510), царь Имеретии;
12. Баграт III (1495—1565), царь Имеретии;
13. Константин (?—1587), царевич Имеретии;
14. Георгий III (?—1639), царь Имеретии;
15. Александр III (1609—1660), царь Имеретии;
16. Баграт V (1647—1681), царь Имеретии;
17. Александр IV (?—1695), царь Имеретии;
18. Георгий VII (1670—1720), царь Имеретии;
19. Георгий IX (1718—1778), царь Имеретии;
20. Давид II (1755—1795), царь Имеретии;
21. Константин Имеретинский (1789—1844), царевич Имеретии, светлейший князь;
22. Константин Имеретинский (1827—1885), светлейший князь;
23. Михаил Имеретинский (1843—1892), светлейший князь;
24. Георгий Имеретинский (1872—1932), светлейший князь;
25. Михаил Имеретинский, светлейший князь.